# رالف هامنر
رالف هامنر (بالإنجليزية: Ralph Hamner)‏ هو لاعب كرة قاعدة أمريكي، ولد في 12 سبتمبر 1916 في غيبسلاند في الولايات المتحدة، وتوفي في 22 مايو 2001 في ليتل روك في الولايات المتحدة.

## وصلات خارجية
- رالف هامنر على موقعبيزبول رفرنس.كوم (الدوري الرئيسي) (الإنجليزية)
- رالف هامنر على موقعبيزبول رفرنس.كوم (الدوري الثانوي) (الإنجليزية)